# 米尔纳佩奇市镇

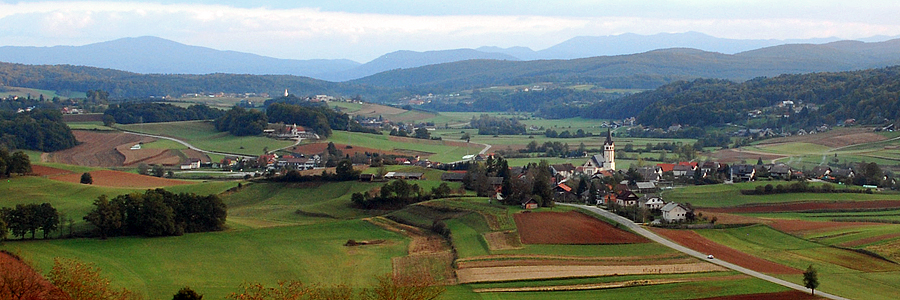
米尔纳佩奇

米尔纳佩奇市镇是斯洛文尼亞東南部的市镇，行政中心为米爾納佩奇。面積48平方公里，2002年人口2702。

## 外部連結
- 官方网站  （斯洛文尼亚文）
- The Municipality of Mirna Peč at Geopedia （页面存档备份，存于）